# پی‌جی مرین
پی‌جی مرین (انگلیسی: PG Marine) شرکت مهندسی نروژی است، که در سال ۱۹۸۲ تأسیس شد.